# River Ray (Themse)
Der River Ray ist ein Wasserlauf in Wiltshire, England. Er entsteht im Südwesten von Swindon und fließt zunächst in östlicher Richtung durch die Stadt. Nach dem Unterqueren der B4534 road fließt er in nördlicher Richtung bis zu seiner Mündung in die Themse östlich von Cricklade.